# Promotor (agente de la edificación)
En la Ley de Ordenación de la Edificación de España, el promotor es uno de los agentes de la edificación contemplados. Puede tratarse de cualquier persona física o jurídica que decide, impulsa, programa y financia una obra de edificación. Para ello debe ser dueño del solar sobre el que se va a edificar, o tener derechos sobre él.

## Obligaciones del promotor
El promotor se ocupa de encargar el proyecto y de suministrar al proyectista la información previa necesaria. Tiene que autorizar cualquier modificación en el proyecto.
Debe gestionar y obtener las licencias y autorizaciones necesarias para edificar y contratar la ejecución del proyecto. Dicho contrato de obra debe ser firmado por el promotor y el Constructor, actuando el Director de obra y el Director de ejecución de obra como árbitros.
Así mismo, una vez finalizada la obra, ambos firman el acta de recepción de obra, tanto la provisional, como la definitiva (que se firma una vez el Constructor haya solucionado aquellos aspectos considerados insuficientes por el promotor después del final de obra).
El promotor es responsable civil (sin perjuicio de la responsabilidad que pudiera corresponder a los demás agentes de la edificación) de los defectos de ejecución relativos al acabado de la obra por un plazo de un año; por un plazo de tres años de los vicios o defectos constructivos que afecten a la habitabilidad del inmueble; y durante diez años de los vicios que afecten a sus elementos estructurales. Todos estos plazos se computan desde la firma del acta de recepción de obra. Existe un periodo de 2 años desde el momento en que aparecen para reclamar los defectos detectados dentro de cada uno de estos plazos. Para cubrir los daños, el promotor debe disponer de un seguro de daños materiales o de caución por importes del 5%, del 30% y del 100 % (del coste final del precio de ejecución material de la obra más honorarios), respectivamente, por cada tipo de defecto indicado. La prima de estos seguros debe estar pagada antes de la firma del acta de recepción de obra.
Al finalizar la obra, el promotor tiene la obligación de redactar el Libro del edificio y para ello, recibe del Director de obra y del resto de los agentes, la Documentación de Obra ejecutada y las garantías. El Libro del edificio incluye información sobre el mantenimiento del edificio y las garantías de los agentes participantes en la construcción. El promotor debe entregar este Libro del edificio al propietario o a la comunidad de propietarios del edificio en el momento de la escritura

## Autopromotor
El autopromotor es el que va a destinar el edificio para uso propio.